# Хейден, Диана
Диана Хейден (англ. Diana Hayden; род. 1 мая 1973, Хайдарабад) — индийская актриса

, телеведущая, писательница и фотомодель; победительница конкурса «Мисс мира 1997»; в ряде источников описывается как Дайана Хайден. Третья индийская женщина, завоевавшая титул «Мисс Мира». В 2008 году Хейден была знаменитой участницей реалити-шоу Bigg Boss.

## Биография
Диана Хейден родилась 1 мая 1973 года в Хайдарабаде в англо-индийской христианской семье. Она училась в средней школе Святой Анны в Секундерабаде.

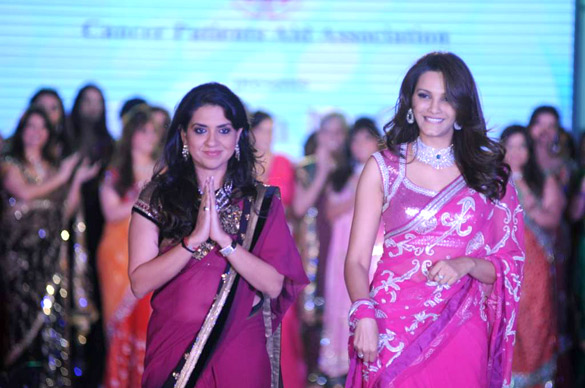
Шайна НЧ и Диана Хейден (2012 год)

Её родители развелись, когда она училась в школе, и ей пришлось начать зарабатывать с тринадцатилетнего возраста. Работая в компании по организации мероприятий под названием «Encore», она начала выполнять задания по моделированию одежды. В возрасте 21 года она была специалистом по связям с общественностью в BMG Crescendo, где помогала в управлении карьерой певиц Анаиды и Мехназ Хусейн.
Путь Хейден на большой сцене начался в возрасте 23 лет, когда друг порекомендовал ей участвовать в Femina Miss India. В 1997 году она заняла второе место и получила титул вице-мисс Индия. Она представляла Индию на 47-м конкурсе «Мисс мира», проходившем в Бэ-Лазар на Сейшельских островах. В общей сложности 86 девушек боролись за этот титул, но победу одержала Диана Хейден.
Во время сегмента вопросов и ответов конкурса Хейден так ответила на вопрос «Почему вы хотите стать Мисс Мира?»:

«Я черпаю вдохновение у известного писателя и поэта Уильяма Батлера Йейтса, который однажды написал: „С мечтой начинается ответственность“. Что ж, для меня этот титул — это мечта и ответственность, которую она несет. Я дорожу тем, что хоть немного могу изменить ситуацию и помочь мечтам других. Спасибо».

Она стала третьей индианкой, выигравшей конкурс «Мисс Мира», после Рейты Фариа (1966) и Айшварии Рай (1994). Кроме того, она завоевала титулы «Мисс Фотогеничность» и «Самый эффектный купальник». Таким образом, на 2023 год, она единственная обладательница титула Мисс Мира, выигравшая сразу три субтитула во время конкурса.
После победы на конкурсе «Мисс мира» Диана Хайден подписала контракт с индийскими отделениями компаний «L'Oréal», «Colgate» и «Chopard». Она была связана с различными благотворительными организациями, включая Child Rights and You, Гринпис, Люди за этичное обращение с животными и ADAPT – Able Disable All People Together. Она поддержала несколько инициатив по распространению информации о раке и СПИДе.

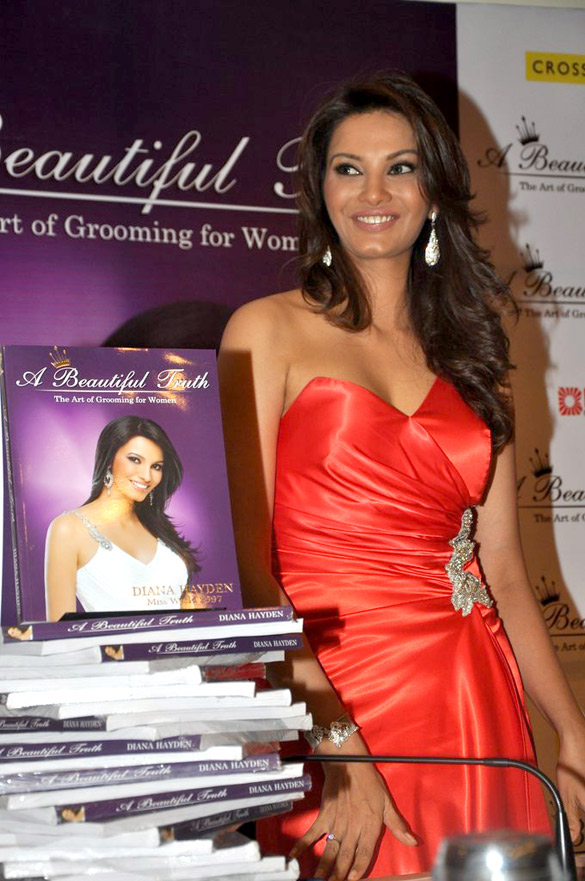
Диана рекламирует свою книгу «Прекрасная правда» (2012 год)

Она написала книгу под названием «Прекрасная правда», которая представляет собой «энциклопедию по уходу за собой, а также посвящена развитию личности и укреплению уверенности в себе». Ей потребовалось два года, чтобы закончить книгу, которая была выпущена 6 августа 2012 года.
После своего пребывания в должности глобального представителя организации «Мисс мира» Хейден переехала в Лондон и изучала актёрское мастерство в Королевской академии драматического искусства. Она также училась в Лондонской драматической студии, где сосредоточилась на произведениях Уильяма Шекспира и получила от студии номинацию на лучшую женскую роль. В 2001 году она дебютировала в экранизации шекспировского «Отелло» в Южной Африке.
Диана Хейден замужем за Коллином Диком, американским бизнесменом из Невады. Он работал в Мумбаи в международной неправительственной организации. В интервью Хейден заявила, что познакомилась с Диком, когда он пришёл в качестве потенциального арендатора, чтобы снять её квартиру. Они поженились на частной церемонии, на которой присутствовали их семья и близкие друзья, 13 сентября 2013 года. Свадьба состоялась в загородном клубе в Лас-Вегасе.
В 2016 году она родила девочку. Ребёнок родился из яйцеклетки, которую Хейден заморозила восемь лет назад. В ноябре 2017 года Хейден подтвердила, что беременна во второй раз. В марте 2018 года она родила близнецов, мальчика и девочку.